# Nationalepos
Ett nationalepos är ett epos vars motiv är något som varit av avgörande betydelse för en nation, till exempel dess grundande eller bevarande, eller en svunnen ärorik period.

## Historik
Förr var nationalepos en källa till historiekunskaper, vilket den moderna vetenskapen starkt tar avstånd ifrån då kravet på realistisk återgivning vanligen saknas totalt, och genren ofta ligger sagan nära. Undantag finns dock, så till exempel Thor Heyerdahl som dock blev allmänt kritiserad för sin forskning om Odens ursprung (se vidare Thor Heyerdahl). Kännetecknande för genren är att historiska fakta, eller data som verkar vara fakta, är blandade med legender och överdrifter, alternativt är av en sådan art att de inte kan kontrolleras och därmed verifieras. Förr[när?] var det vanligt att hänvisa till exempel till Snorres Edda i kunga- och adelsgenealogier, vilket numera endast sker om det finns stöd i flera, samtida källor.
Sverige saknar egentligen ett uttalat nationalepos; Erikskrönikan från 1320-talet har ibland felaktigt kallats så, vilket beror på att den bedömts som propaganda. Vissa menar att bokserien av Vilhelm Moberg om Utvandrarna når upp till status av nationalepos, vilket dels är en ideologisk fråga, dels en fråga om vilka formella kriterier man ska ställa på genren epos. Historiska romaner och krönikor räknas inte som nationalepos, oavsett verkens betydelse och omfattning.